# Dragu Bădin
Dragu Bădin (Braila, Rumania; 7 de agosto de 1947 – 30 de julio de 2023) fue un futbolista rumano que jugó en la posición de defensa central.

## Carrera

### Club
| Periodo   | Club                        |
| --------- | --------------------------- |
| 1965-1967 | Progresul Brăila            |
| 1967-1968 | Șoimii Buzău                |
| 1968–1972 | FC Petrolul Ploiești        |
| 1972–1975 | CS Universitatea Craiova FC |
| 1975–1976 | FCM Bacău                   |
| 1976–1980 | CSM Jiul Petroșani          |
| 1980–1981 | Mecanica Fină București     |

### Selección nacional
Jugó para Rumania Sub-23 en dos ocasiones en 1969.

## Logros

### Club
- Divizia A: 1973–74

### Individual
- Ciudadano de Honor de Craiova en 2021.[4]